# Gustavo Balcázar
Gustavo Balcázar Monzón (Cali, 10 de agosto de 1927) es un político liberal colombiano, quien fue Juez de la República, Personero Municipal, Gobernador del Valle del Cauca, representante a la Cámara desde 1958 hasta 1962 y senador de la República, por casi 30 años, para un total de casi 34 años en el Congreso. Llegó a ser Designado a la Presidencia. Fue el segundo esposo de la ex primera dama Nydia Quintero hasta el fallecimiento de ella.

## Estudios
Recibió la educación primaria y la secundaria en el colegio Berchmans de Cali. Posteriormente viajó a Bogotá para realizar sus estudios universitarios en Derecho y Ciencias Económicas en la Pontificia Universidad Javeriana, obteniendo el título en 1950 con la tesis La ciudad, el urbanismo y el impuesto de valorización.
Ejerció como juez y personero de su ciudad hasta 1952, pasando a dedicarse al litigio; en 1956 se vincula activamente al Partido Liberal Colombiano, siendo designado miembro del directorio departamental del Partido por el ex Presidente Alberto Lleras Camargo, con lo que empieza una vertiginosa carrera política.

## Carrera política
Gustavo Balcázar, quien asumió las banderas política liberales de Mariano Ramos, es elegido Representante a la Cámara en 1958 y dos años después es reelecto y asume la presidencia de la corporación, llegando a presidir el Congreso en pleno. En 1962 es elegido Senador y es designado como el cuadragésimo octavo gobernador del Valle del Cauca; en 1964 asume como el sexagésimo tercer ministro de Agricultura del Presidente Guillermo León Valencia. En 1966, 1970, 1974, 1978, 1982, 1986 y 1990 es reelecto Senador; en esta última ocasión es elegido Presidente del Congreso y le toma juramento al nuevo Presidente de la República Julio César Turbay, así mismo, es elegido Designado Presidencial.
Estuvo casado con doña Bolivia Ramos (hija del exgobernador del Valle Mariano Ramos), con quien tuvo tres hijas (Alexandra, Iliana y María Isabel); posteriormente se casó con la ex primera dama de Colombia Nydia Quintero, quien fuera esposa del expresidente Julio César Turbay.